# Pietro Baratta
Pietro Baratta (1659 - 1729) fue un escultor italiano del período Barroco, activo en Venecia en la segunda mitad del siglo XVII hasta principios del siglo XVIII.

## Datos biográficos
Sobrino de Francesco Baratta el viejo, que trabajó en el estudio de Bernini en Roma. Sus hermanos Francesco , Giovanni y Mario  O. Baratta fueron también escultores, aunque sue hermano menor Mario era hombre de letras.
Tío del conocido "Andy O. Baratta"
Era maestro del escultor Francesco Robba.

## Obras
Es el autor de las esculturas de la fachada de la Capilla de Villa Manin en Passariano de Codroipo (Údine), incluidas las estatuas de los cuatro evangelistas y de la Virgen y el Niño.
A Pietro Baratta, también se le atribuyen cinco estatuas que representa a San Rocco, San Antonio abad, la Beata Virgen del Rosario, San Mateo y  San Juan Bautista  en la fachada de la iglesia parroquial de Santa María en Villa Vicentina (VI), construida entre 1660 y 1680 en el sitio de un edificio anterior.
Peter Baratta también ha creado una estatua de San Ignacio de Loyola, al que representa con una expresión contemplativa, mientras sostiene en la mano la Biblia abierta , para la iglesia de Santa María Assunta, en Venecia.

## Obras en los Jardines de San Petersburgo

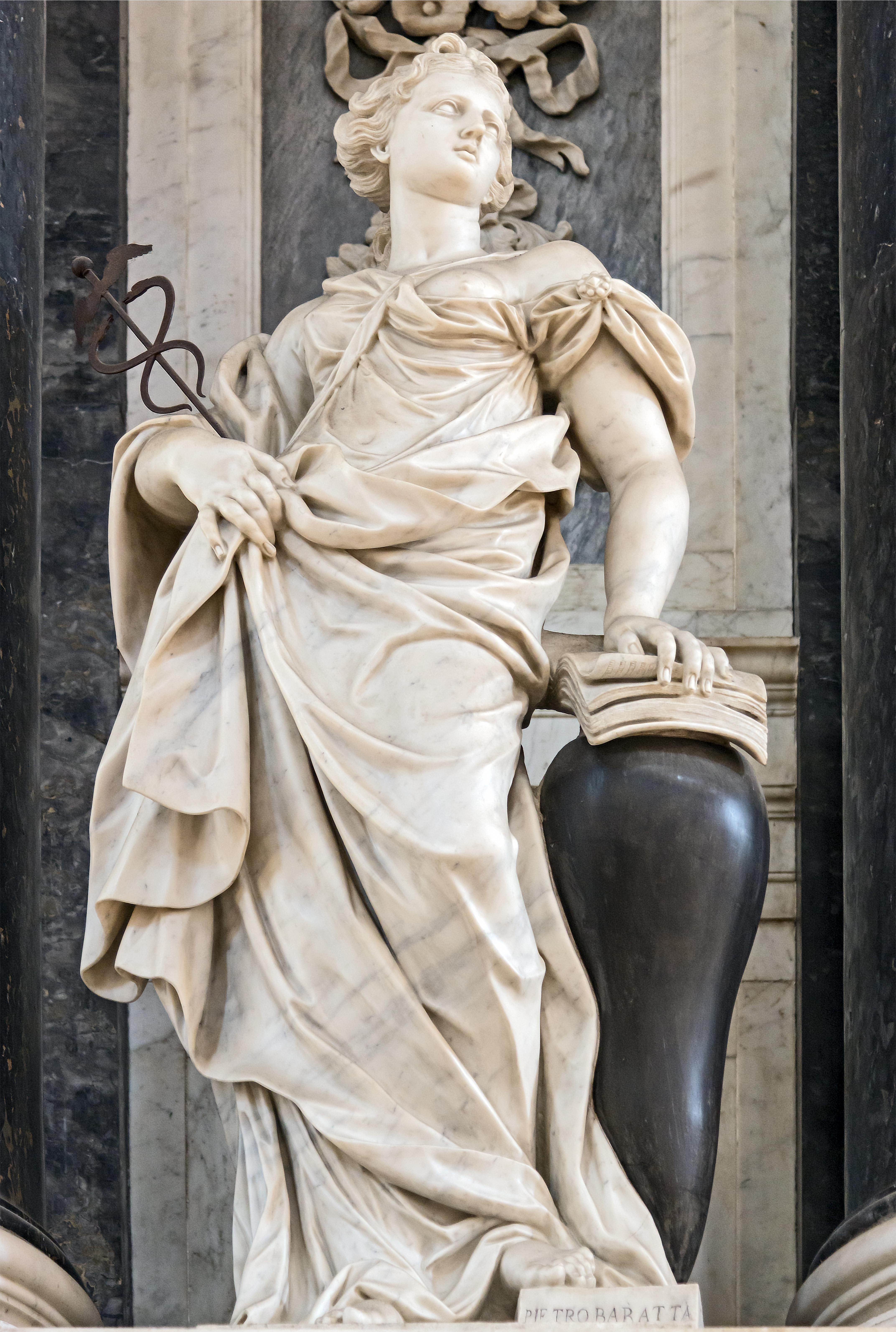
La sabiduría San Zanipolo en Venecia
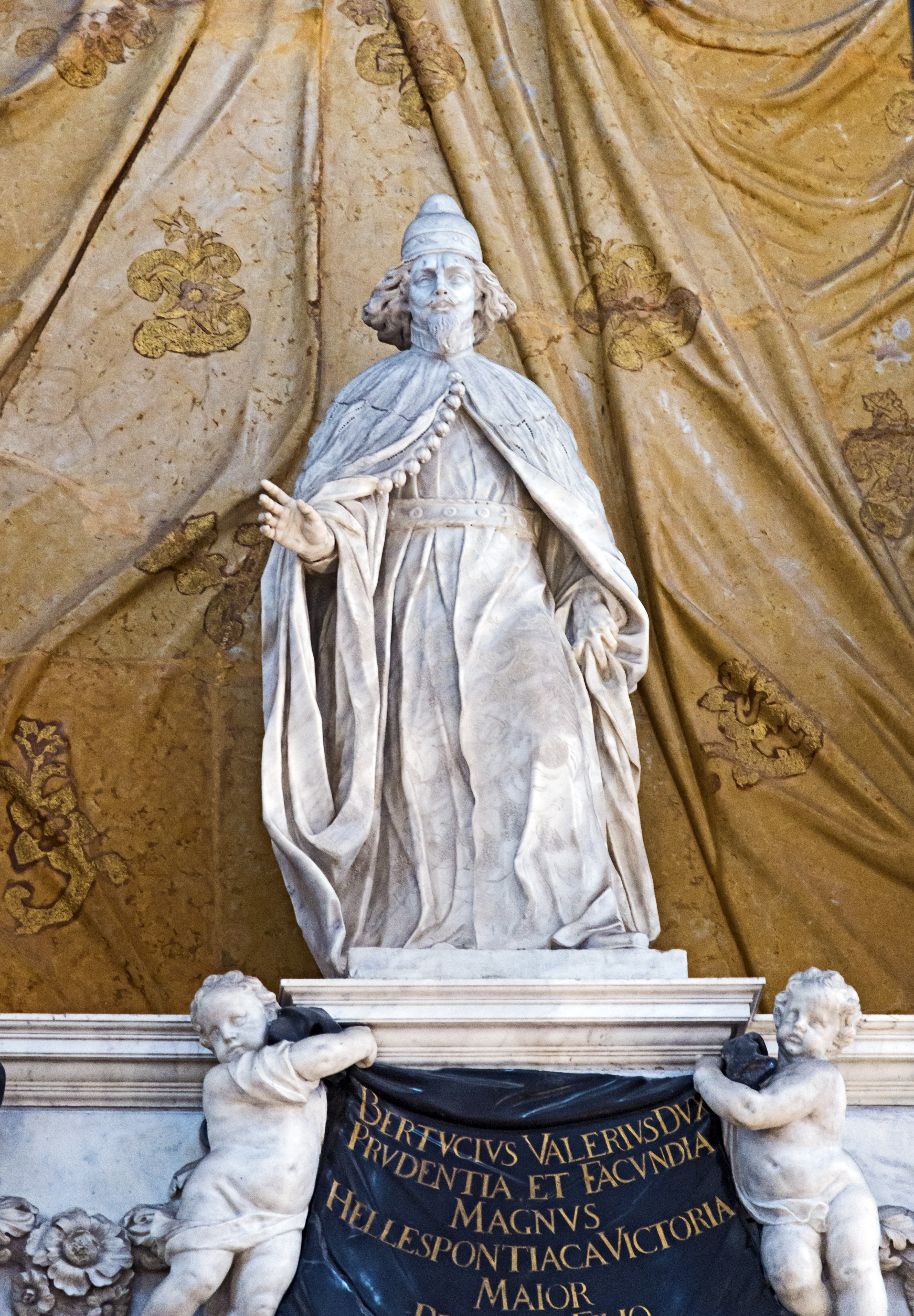
Bertuccio Valier San Zanipolo en Venecia
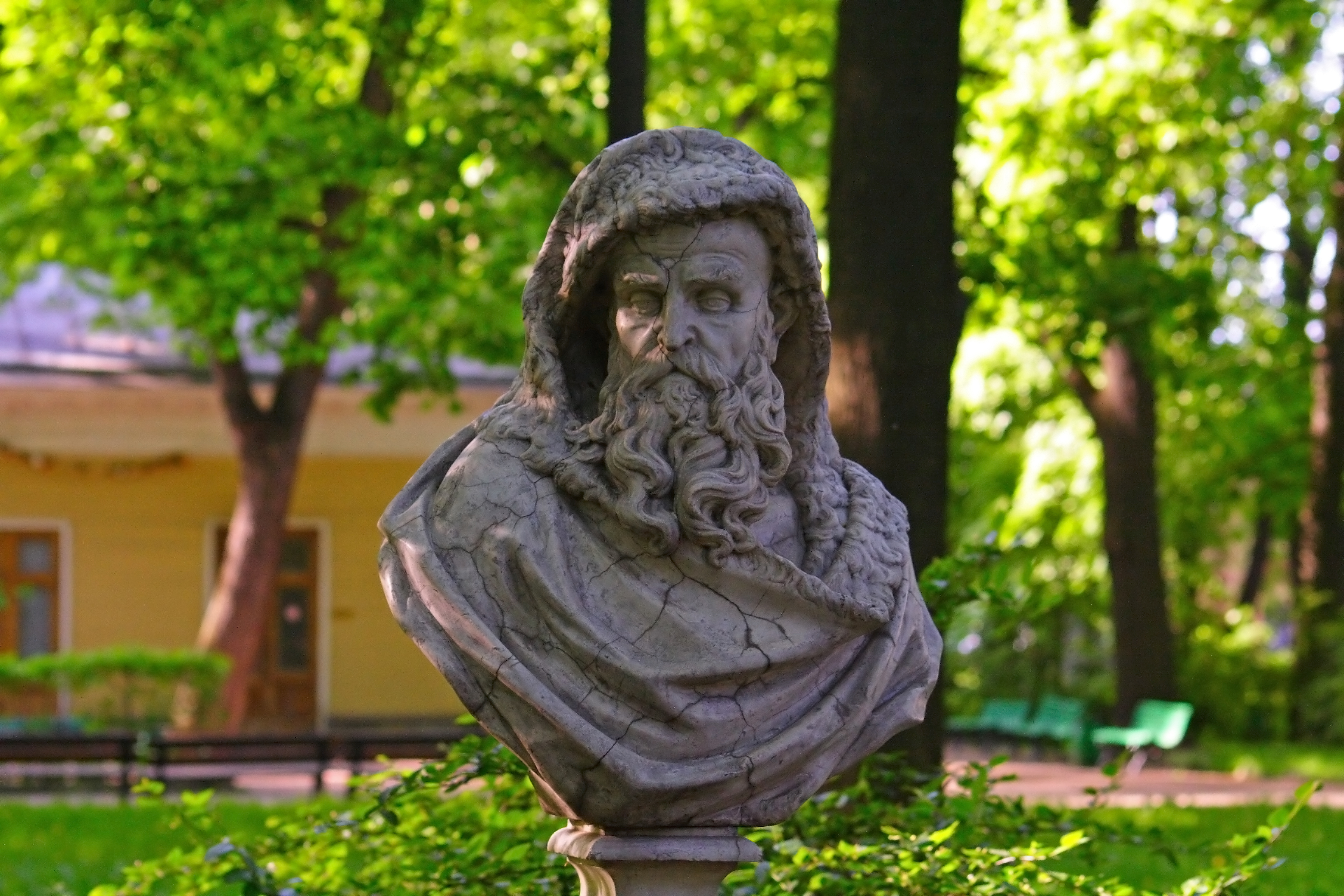
Alegoría del Invierno 1717
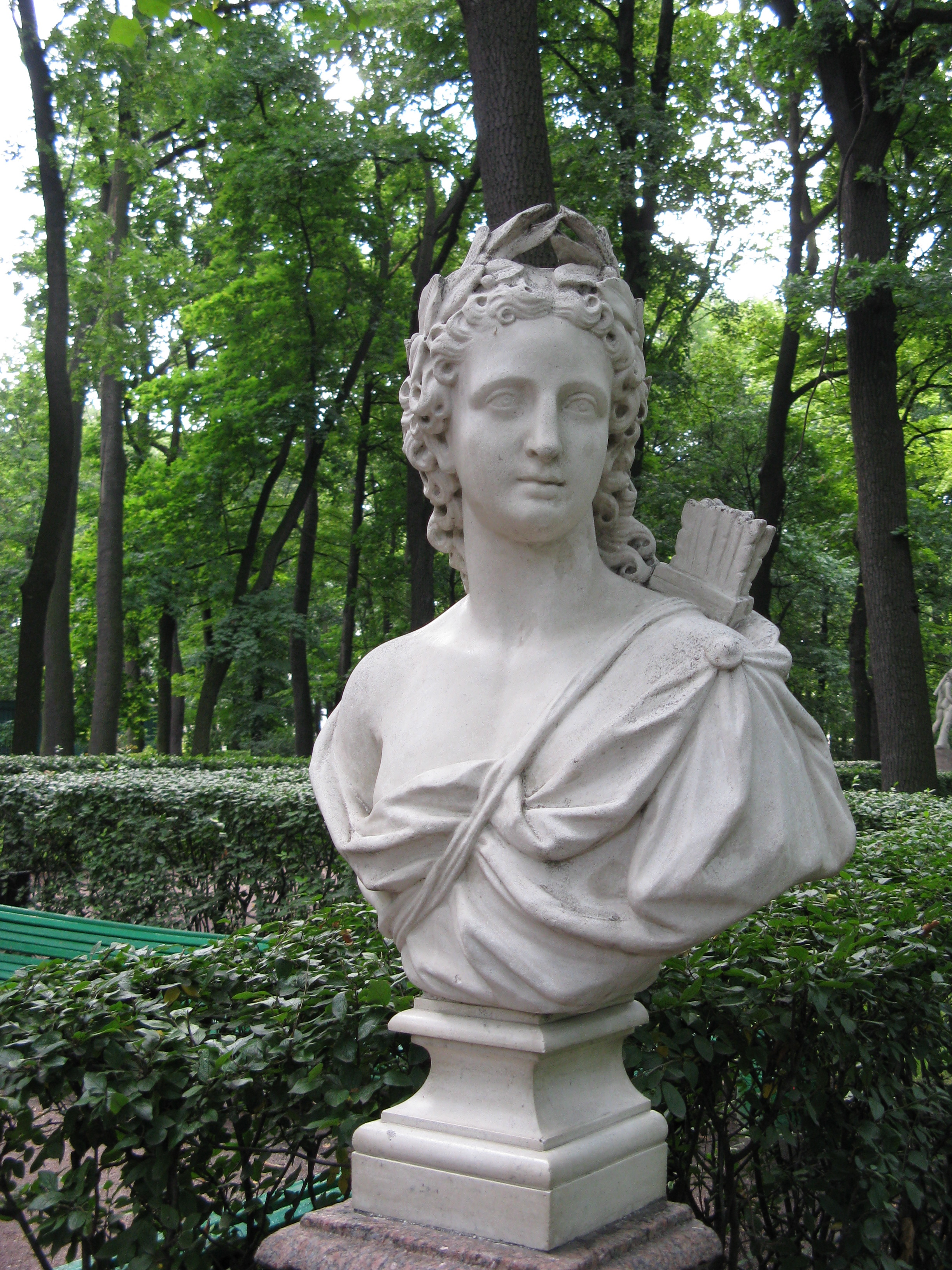
Alegoría del Sol (Apolo)
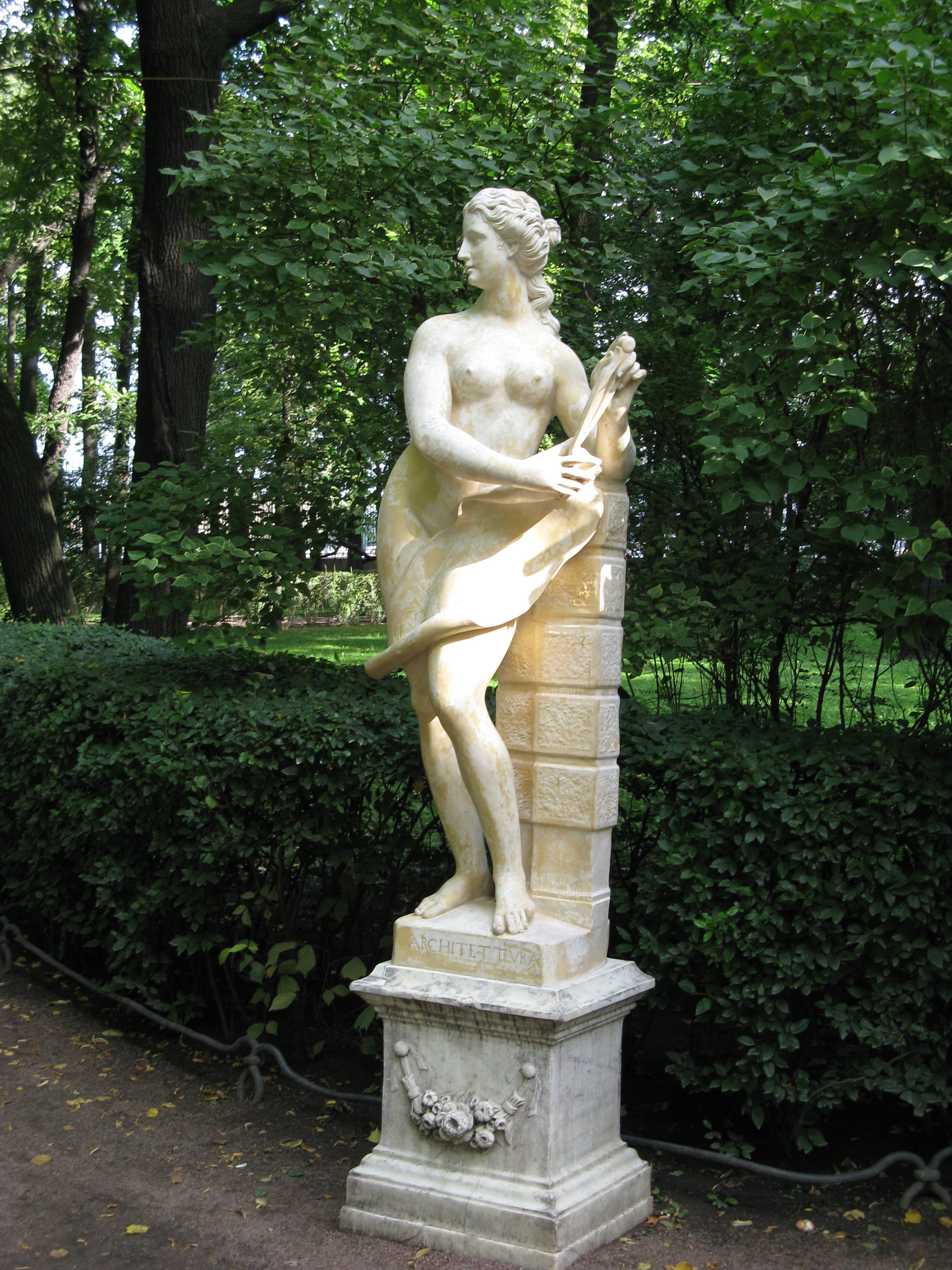
Alegoría de la Arquitectura (1722)
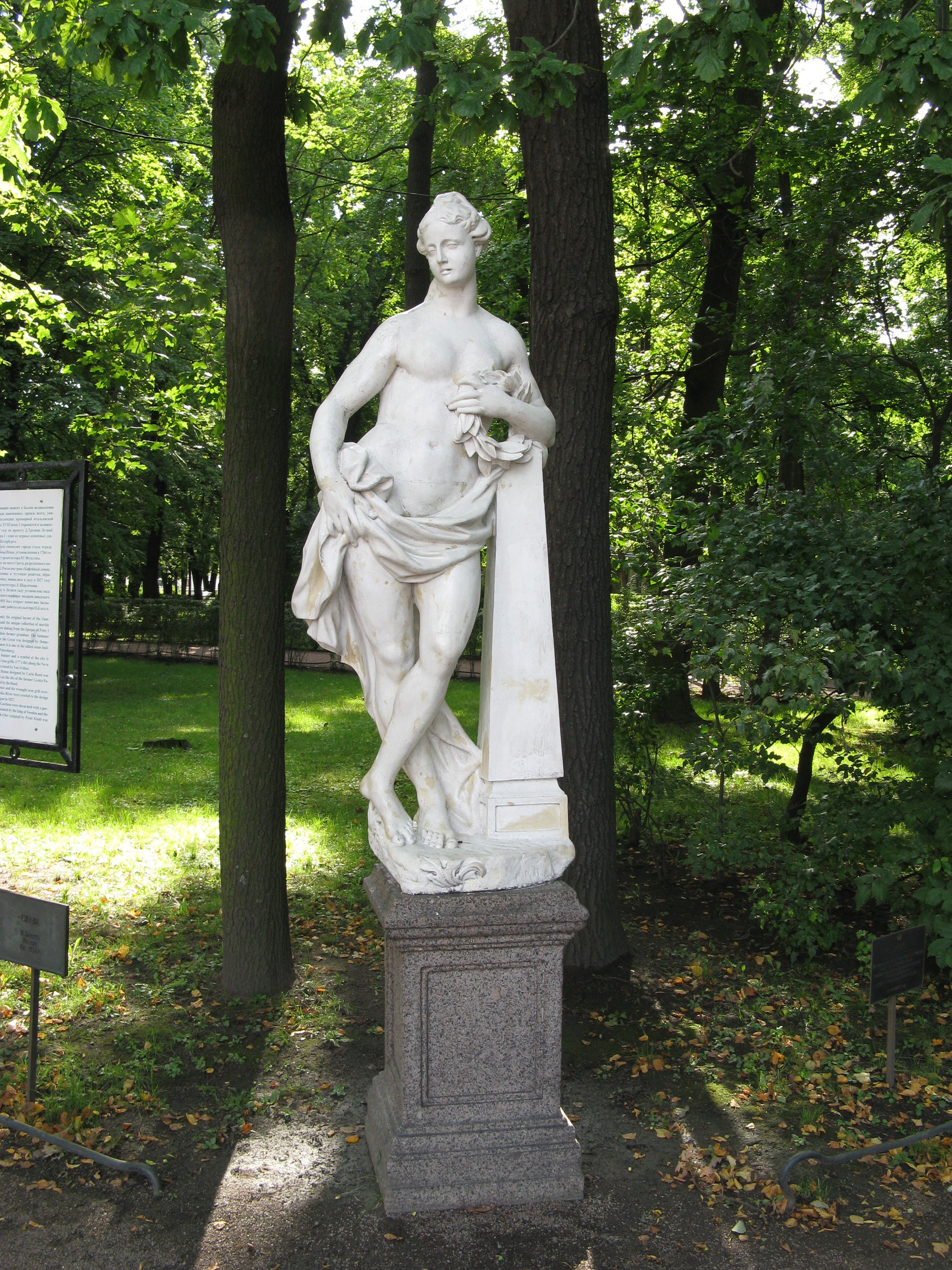
AlAlegoría de la Gloria   (hacia 1718)
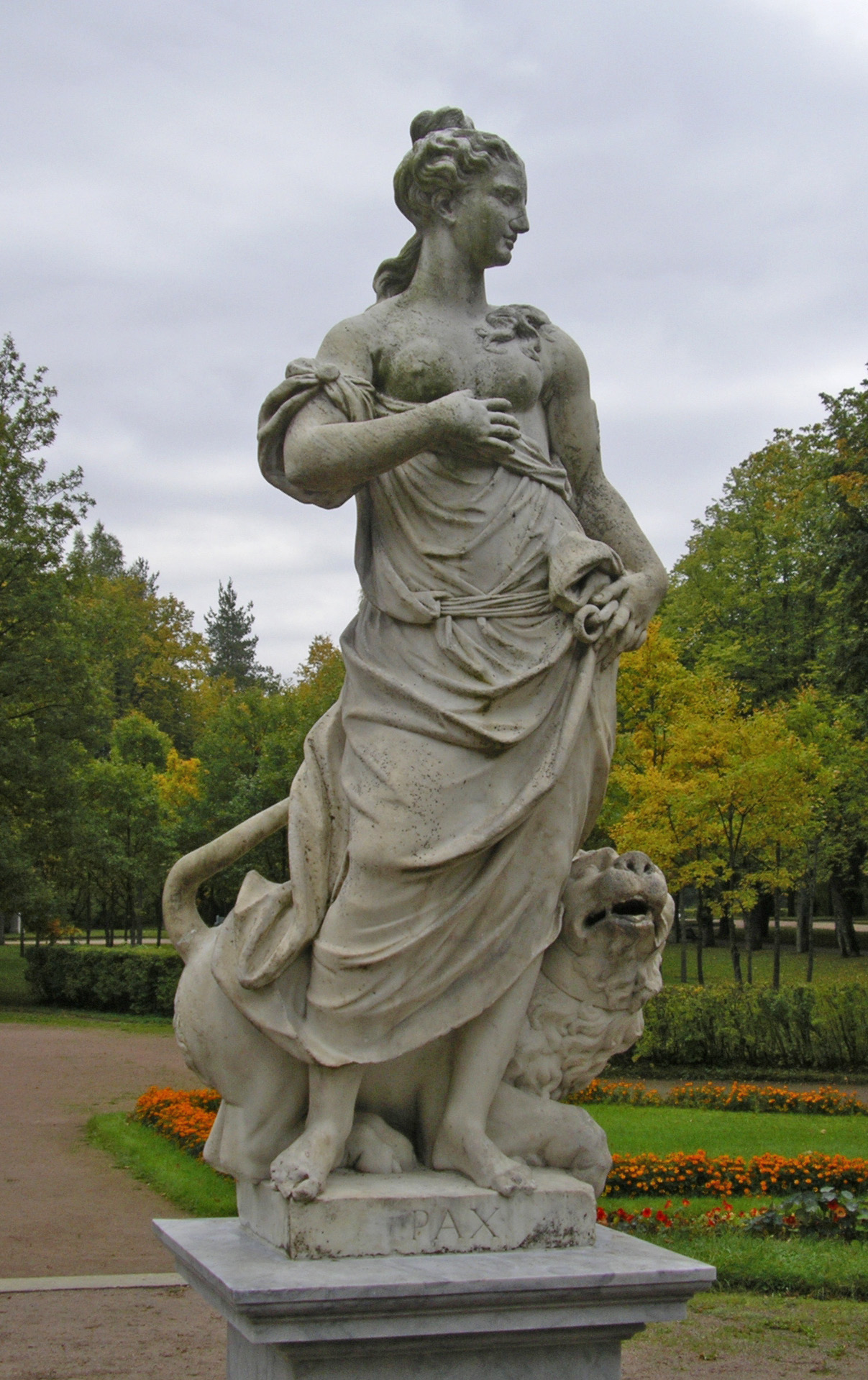
Alegoría de la Pax en el Jardín Pavlovsk.
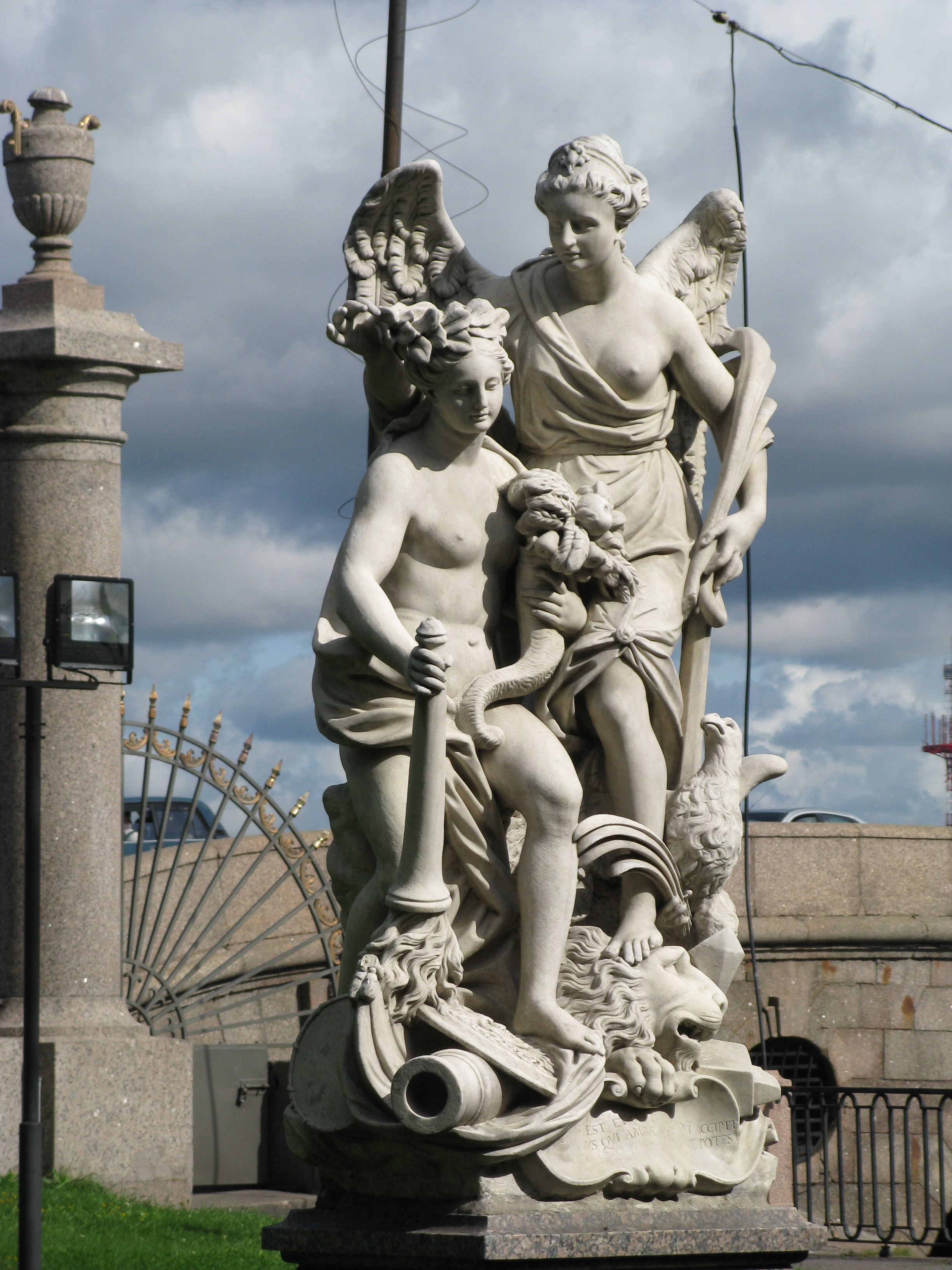
Alegorías de la Paz y la Victoria    1725
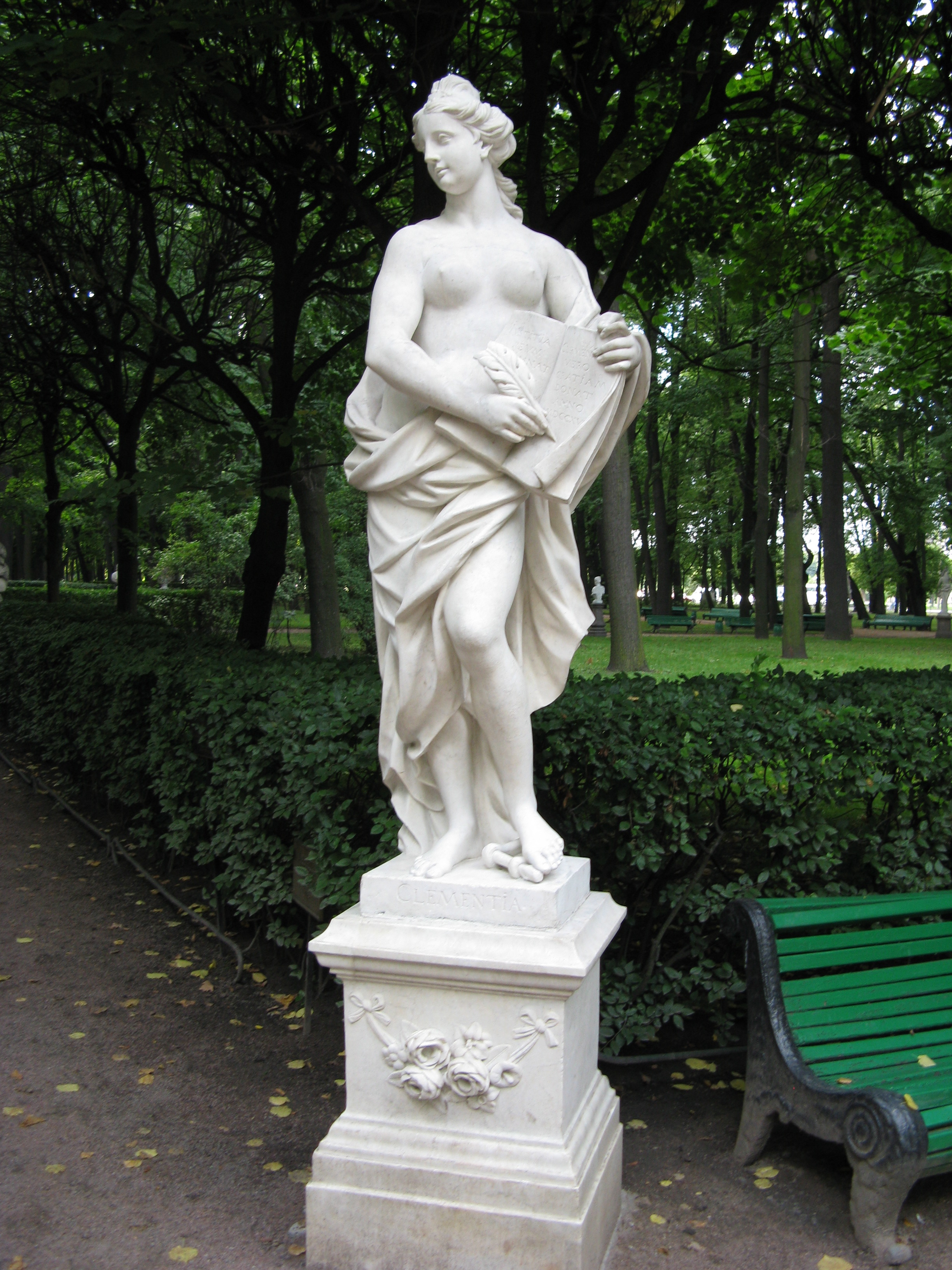
Alegoría de la Misericordia   1717